# 1ª Squadriglia Idrovolanti
La 1ª Squadriglia Idrovolanti fu un reparto attivo nel Servizio Aeronautico del Regio Esercito e poi della Regia Marina (Prima guerra mondiale).

## Storia
Il 26 maggio 1915 la 1ª Sezione idrovolanti, costituita il 20 dicembre 1913, si sposta dalla Stazione idroaeroplani di San Feliciano (Magione) sul Lago Trasimeno a Desenzano del Garda con un Farman HF.20 idrovolante da 80 cv comandata dal Tenente Anselmo Cesaroni e con il Maresciallo Alfredo Rossetti che il 5 giugno vanno a Parigi tornando il 17 giugno con 2 FBA con motore Gnome 100 cv.
Il reparto diventa Sezione Idro di Desenzano dal 13 luglio ed il 14 bombarda Riva del Garda.
Il 23 ed il 30 bombardano Riva del Garda ed in ottobre arriva il Ten. Romolo Manissero.
Il 1º dicembre entra nel III Gruppo (poi 3º Gruppo caccia terrestre) ed il 22 gennaio 1916 diventa 1ª Squadriglia Idrovolanti ricevendo nel mese un altro FBA; in aprile 3 FBA da 100hp di produzione della Società Idrovolanti Alta Italia (SIAI) seguiti da altri FBA 100hp di produzione francese. 
Il 31 marzo l'unità dispone di 9 piloti, 2 osservatori e 9 FBA Type C (variante del FBA Type A) con motore Gnome Delta 100 hp ed il 26 agosto un FBA Type H e 14 Type C.
Il 14 settembre bombarda dei baraccamenti di Arco (Italia) ed il 17 settembre abbattono uno dei 3 aerei nemici vicino alla stazione di Mattarello, durante un bombardamento con i Caproni del III Gruppo.
Il 25 ottobre il comando passa al Capitano Enrico Amour ed il 26 marzo 1917 bombardano Geroli con i Caproni della 5ª Squadriglia e 9ª Squadriglia.
Il 22 maggio il comando interinale passa al Cap. Tito Zamperetti ed il 1º giugno torna Amour che dispone di altri 10 piloti e 8 osservatori.
All'inizio di luglio il comando passa al Cap. Alberto Bortolozzo che dispone al 1º agosto di altri 7 piloti e 7 osservatori ed il 15 ottobre 1917 l'unità passa alla Regia Marina.
Si creano due sezioni di cui la prima va a Catania per formare la 282ª Squadriglia con Bortolozzo, altri 4 piloti e 4 FBA (1 francese e 3 italiani) e la seconda a Siracusa per formare la 283ª Squadriglia con il Ten. Alberto De Angelis con altri 3 piloti e 4 FBA.
Il 4 novembre 1918 è presente a Desenzano una nuova 1ª Sezione FBA per il III Gruppo dotata di 6 FBA H che si richiama 1ª Squadriglia Idro e che alla fine dell'anno dispone di 8 piloti tra cui il Sergente Alessandro Passaleva futuro collaudatore della SIAI.
Viene sciolta il 18 gennaio 1919.